# Orde dels Agustins Recol·lectes
L'Orde dels Agustins Recol·lectes (Ordo Augustinianorum Recollectorum) és una branca de l'Orde de Sant Agustí, sorgit d'una reforma, paral·lela a la de l'Orde dels Agustins Descalços i que volia renovar l'espiritualitat de l'orde augustinià; es va iniciar a la Corona de Castella en 1588 i va tenir, sobretot, expansió als territoris d'Espanya, Amèrica i les Filipines. Els seus membres fan servir les sigles O.A.R. o O.R.S.A.
Tot i tenir un origen similar i ser coneguts també com a agustins descalços espanyols, no s'han de confondre amb els agustins descalços: de fet, aquests deriven dels recol·lectes, un dels quals, Andrés Díaz, va portar la reforma a Itàlia en 1592. Són noms diferents per a una mateixa reforma que, amb el temps, va donar origen a dues congregacions diferenciades de la família augustiniana.

## Història

### Origen
El Concili de Trent havia instat els ordes religiosos a aprofondir en els seus carismes fundacionals i a tenir una més gran disciplina regular i una major observança dels vots de pobresa, castedat i obediència. A partir d'aquí, els diferents ordes van tenir moviments de reforma i, entre ells, l'Orde de Sant Agustí.
Es recollia un estat d'opinió que ja existia d'abans: des de començaments del segle xvi, diversos frares agustins, com Alonso de Orozco o Tomás de Villanueva advocaven per una reforma en aquest sentit. Cap als anys setanta del mateix segle, el frare agustí Tomé de Jesús (1529-1582) ja havia iniciat un moviment de reforma a Portugal, que va quedar suspensa pel seu empresonament al Marroc en 1578, on havia acompanyat el rei Sebastià I de Portugal, i la seva mort.
La reforma augustiniana va començar als convents de la Corona de Castella, essent-ne els principals impulsors Jerónimo de Guevara (+1589) i Luis de León. El capítol general de la província de Castella, que va tenir lloc a Toledo, el 5 de desembre de 1588, va acordar, a petició seva i d'altres religiosos, que alguns convents de l'orde seguissin una manera de viure més auster i perfecte, d'acord amb l'esperit fundacional de l'Orde dels Eremites de Sant Agustí. Naixien així els anomenats agustins recol·lectes.
Les constitucions de la nova congregació reformada, d'acord amb la Regla de Sant Agustí, van ser la Forma de vivir, redactada pel frare Luis de León i aprovada pel definitori provincial el setembre de 1589; va ser confirmat per la Santa Seu en 1597. Els catorze capítols que té concreten el desig d'una major perfecció i d'intensificar la vida contemplativa i comunitària, fent-la més ascètica. La primera comunitat que l'aplicà, amb el suport del rei Felip II, va ser la de Talavera de la Reina, l'octubre de 1589, dirigida pel pare Andrés Díaz.
En poc temps, s'obriren nous convents reformats. El 1602, la Santa Seu va deslligar els cinc convents existents de l'obediència al provincial de l'Orde de Sant Agustí, creant amb ells una nova província: la Província de Sant Agustí de Frares Recol·lectes Descalços d'Espanya. Continuava depenent del prior general de l'orde, però amb algunes limitacions, ja que aquest no podia modificar-ne els estatuts ni visitar els convents reformats sense la companyia de dos frares recol·lectes.
Paral·lelament, Andrés Díaz va portar la reforma a Itàlia, on el 1592 va originar-se la congregació dels agustins descalços, que van tenir una història independent; des d'allí, els descalços van arribar a França (1596).

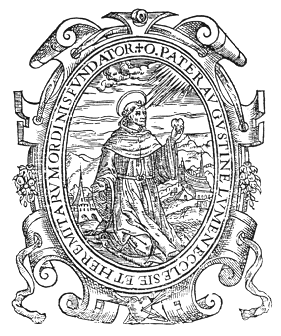
Antic segell de l'orde, al Ritual de 1591, imprès a Salamanca
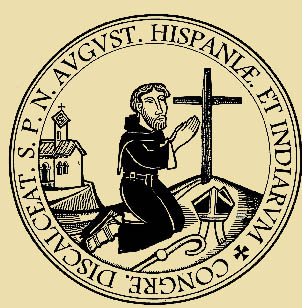
Emblema de la congregació dels recol·lectes espanyols i americans, basat en l'usat al segle xvi, amb Sant Agustí pregant davant la creu
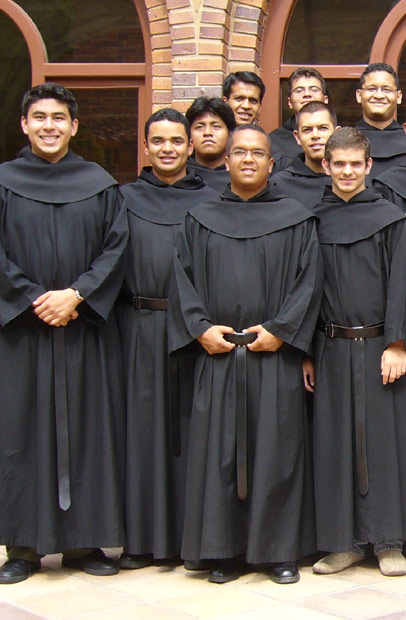
Agustins recol·lectes de Marcilla
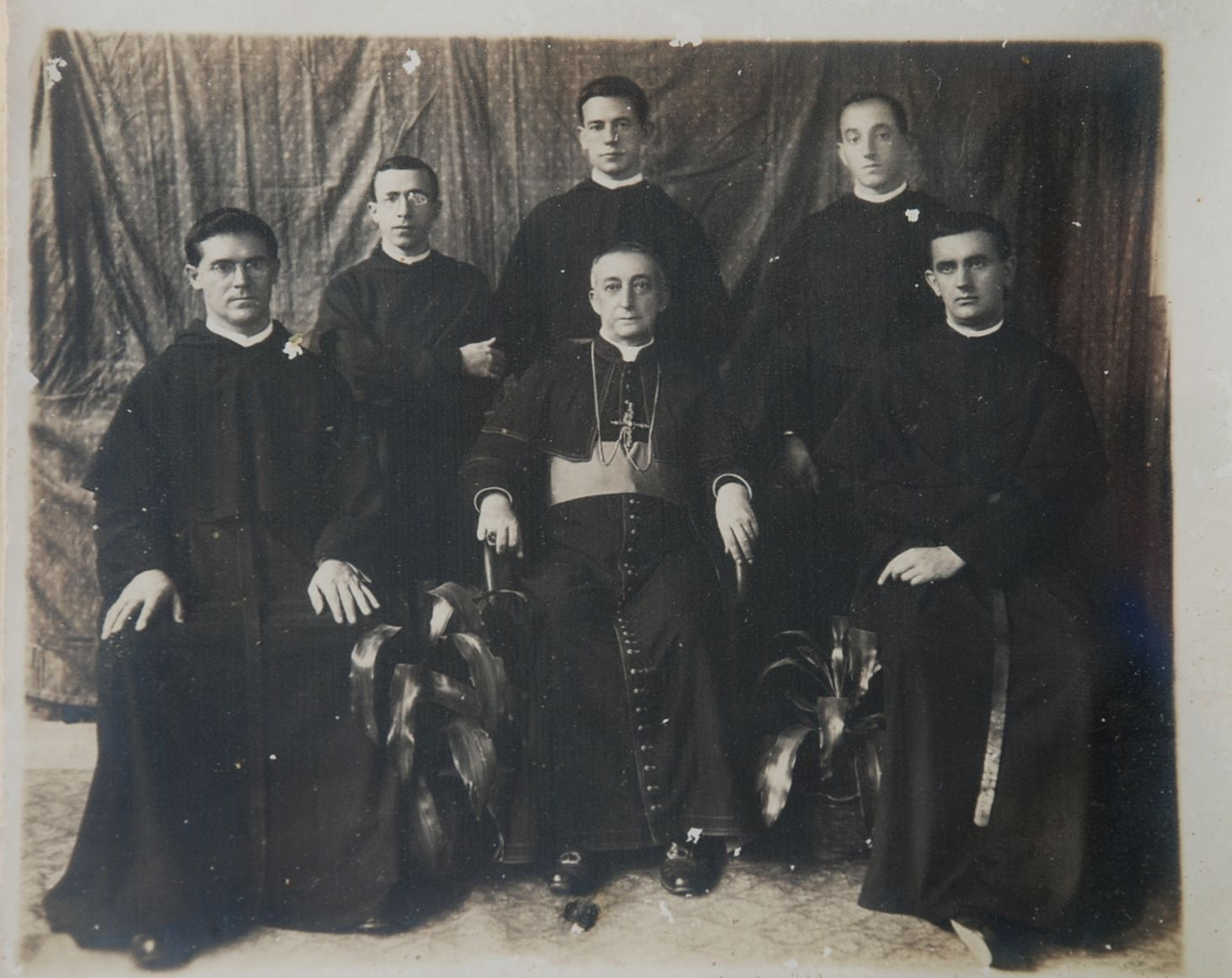
Lucas Espinosa, bisbe agustí, i altres companys recol·lectes

### Expansió
El 1605, el segon capítol general va acordar que hi hagués missions: d'acord amb l'esperit augustinià, l'orde no volia cloure's al convent, sinó sortir a la cerca de "nous fills per a Déu": El 1606 va sortir una expedició missionera cap a les Filipines, on van tenir gran difusió.
El 1621, Gregori XV va permetre als recol·lectes d'erigir una congregació separada dels agustins, amb el seu propi vicari general, encara subjecte al prior general de l'Orde de Sant Agustí. La congregació tenia quatre províncies: tres a Espanya i la de les Filipines; amb el temps se n'afegirien les del Perú i Colòmbia. En 1631 i 1637 va publicar les seves primeres constitucions pròpies i en 1640, el cerimonial de l'orde.
A l'inici del segle xvii, un nou moviment reformista va tenir lloc, aquest cop a Colòmbia. En 1604, es va assignar als nous reformistes el convent d'El Desierto de la Candelaria, amb unes normes similars a la Forma de vivir dels recol·lectes castellans. En 1616, els colombians van adoptar la norma castellana i en 1629 s'incorporaren als recol·lectes espanyols, formant-ne, a partir del 1666 la cinquena província de la congregació.

### Canvis als seglesxixixx
Les desamortitzacions del segle xix van posar fi a la vida comunitària dels convents i van fer que l'orde continués com a orde apostòlic i missioner, només, activitats que marcarien la història posterior de la comunitat.
El 1908, el capítol general de l'orde, a San Millán de la Cogolla (La Rioja) va acceptar el canvi d'orientació de les seves activitats. El 18 de juliol del 1911, la congregació va sancionar la seva independència del prior general de l'Orde de Sant Agustí i el 16 de setembre de 1912, Pius X la va reconèixer com a orde religiós independent.

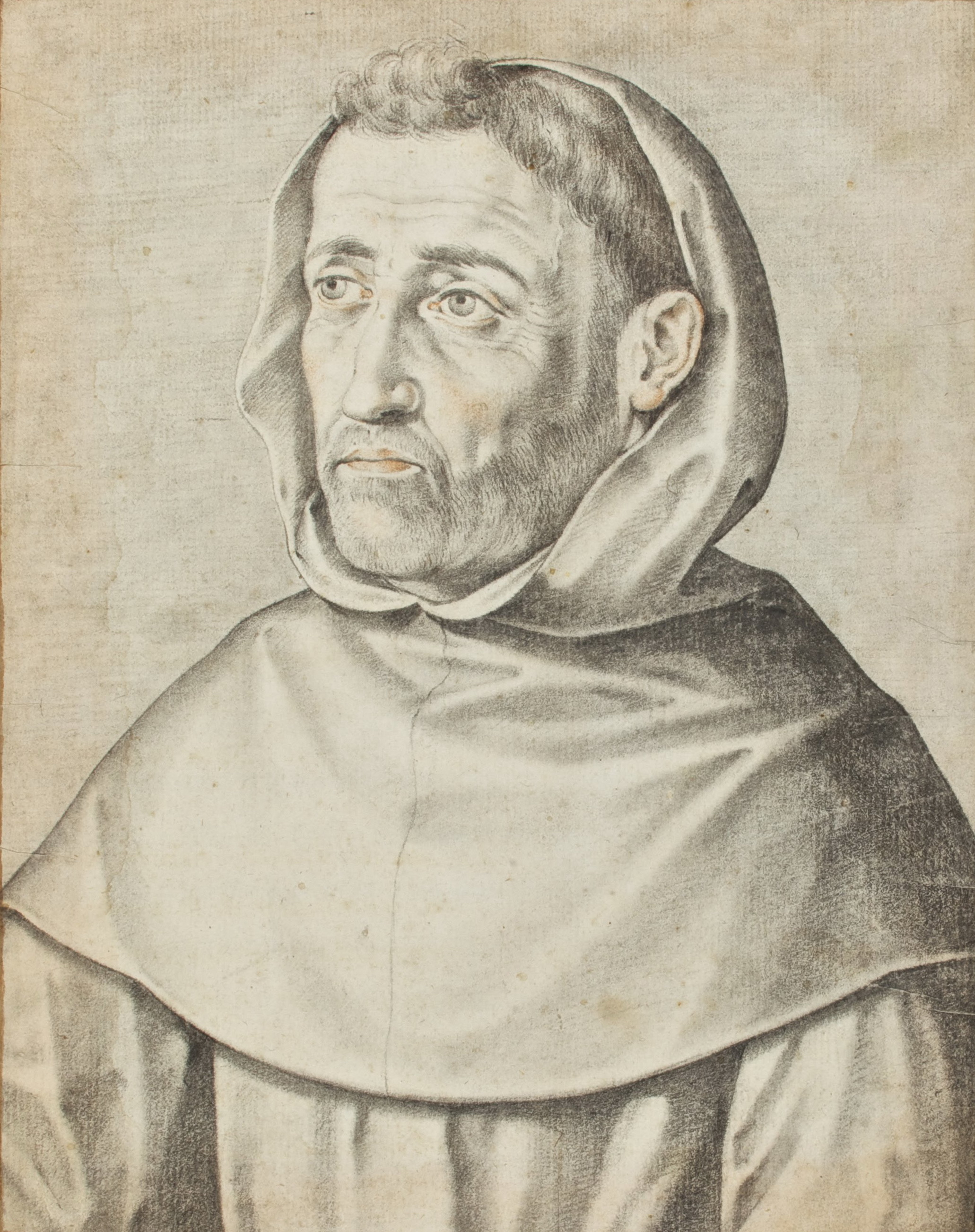
Luis de León, impulsor de la reforma i autor dels estatuts de l'orde (retrat del s. XVII)
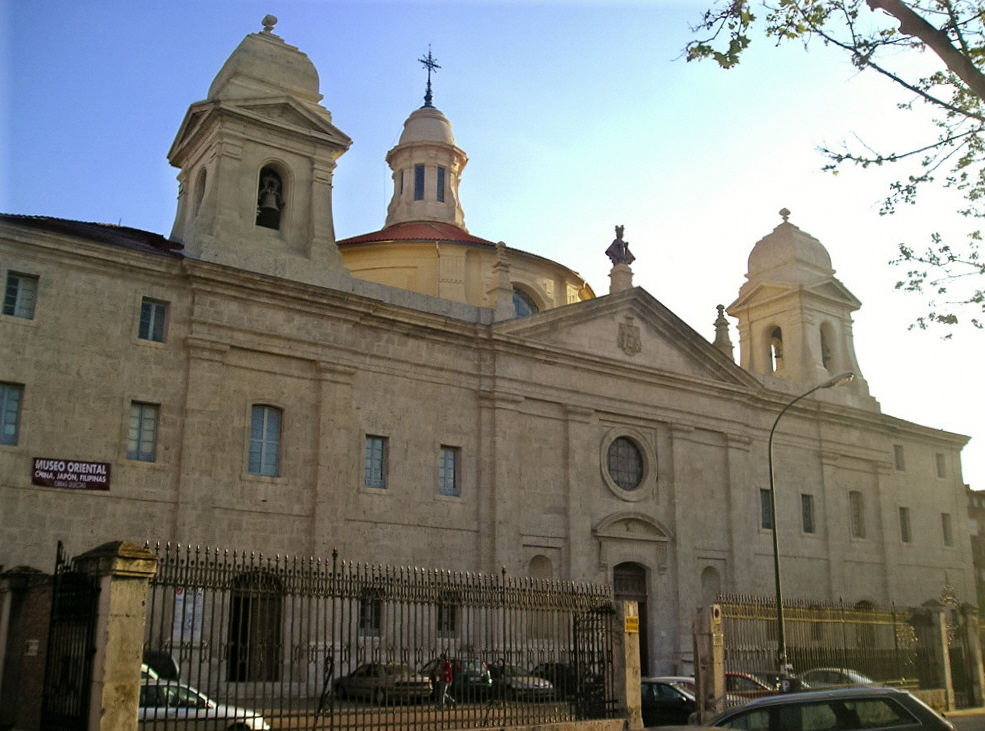
Antic convent dels Agustinos Filipinos (Valladolid)
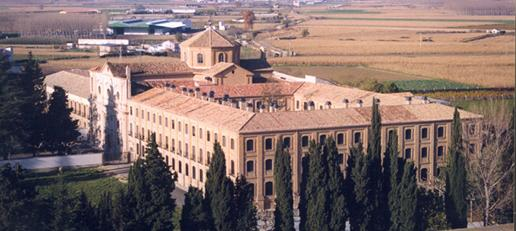
Convent de Marcilla (Navarra), Col·legi Màxim de Teologia de la província de Sant Nicolau de Tolentino

## Branca femenina
Al mateix moment que la masculina, el capítol general de 1588 establí la reforma dels convents femenins de l'orde, sempre mantenint-los dedicats a la vida contemplativa i de clausura.
La primera fundació va ser la del Convent de la Visitació de Madrid (1589), per obra de la noble Prudencia Grillo amb l'ajut d'Alonso de Orozco. Posteriorment, es fundà el convent de Salamanca. Una altra branca reformada la va originar la germana Mariana de Jesús en fundar a Eibar (1603) el tercer convent reformat, amb constitucions d'Agustín Antolínez. Aquestes constitucions, aprovades pel papa en 1619, van imposar-se a tots els convents reformats. Els de Madrid i Salamanca també van adoptar-la. Els convents reformats van donar origen a la congregació de les agustines recol·lectes.
Les agustines descalces, fundades en 1597 per Joan de Ribera, són un orde també vincultat als agustins recol·lectes, originat a imitació seva; també formen part de la família augustiniana però deriven de les carmelites descalces. Actualment, la seva direcció espiritual és a càrrec dels pares agustins recol·lectes.
Congregacions de germanes originades a l'orde són les Germanes Agustines Recol·lectes de les Filipines (1719), les Agustines Recol·lectes del Cor de Jesús (1893), les Missioneres Agustines Recol·lectes (1931) i les Agustines Recol·lectes dels Malalts (1985).

## Carisma i difusió
Els agustins descalços són un orde religiós diferent al dels agustins, amb constitucions pròpies, tot i que dintre de la família augustiniana. La seva forma de vida és més rígida i austera, tendint a l'ascetisme. Des de ben aviat, la seva tasca va derivar cap a la missió i l'apostolat i, actualment, l'ensenyament.
Al final de 2005, l'orde comptava amb 200 convents i 1.156 frares, 922 dels quals són sacerdots (Annuario Pontificio per l'anno 2007, Città del Vaticano, 2007, p. 1471), a 29 estats arreu del món, particularment Espanya, Filipines i estats hispanoamericans, però també al Regne Unit i Taiwan.
A més, hi ha la Fraternitat Seglar, laics que viuen segons la regla de l'orde, i les Joventuts Agustines Recol·lectes.

## Curiositats
La cervesa San Miguel va ser creada en 1885 per una comunitat de frares agustins recol·lectes de l'illa de Cebu (Filipines) com a remei per a la feblesa que els produïa la calor. L'èxit va fer que la comunitat traspassés la seva fabricació a una marca comercial. Avui, és elaborada a Espanya i Filipines.